# 〜特命!沿線ご案内係〜「西武鉄道駅員タコちゃん」
〜特命!沿線ご案内係〜「西武鉄道駅員タコちゃん」（とくめい・えんせんごあんないがかり・「せいぶてつどう・えきいん・タコちゃん」）とは、西武鉄道が沿線PRの一環として企画したキャラクターと、それを題材にしたアニメーションである。

## 概要
「タコちゃん」は西武新宿線・田無駅勤務という設定になっている。これは田無駅のある西東京市にシンエイ動画のオフィスが所在していることにもちなんでいる。西武鉄道とシンエイ動画はこの沿線内での地域活性化のために「タコちゃん」を広く沿線案内やイベントに活用していく。

### あらすじ
「タコちゃん」こと田子明（たご・あきら　心理学者・作家の多湖輝とは同姓同名異字の別人）は、2011年、自らあこがれていた西武鉄道に入社し、社員研修後田無駅に配属された。しかし、あこがれていた駅員の仕事に奮闘するも、失敗が多く常に上司に厳しくしかられたりする。
「タコちゃん」は顔が蛸によく似ていること、また名前の「田子」から付けられている。

## 登場人物
田子明　愛称・タコちゃん
声 - 沼田祐介
金山主任　愛称・金魚
声 - 陶山章央
平目係長　愛称・ヒラメ
声 - 五王四郎
同僚・目高　愛称・メダカ
声 - 小田敏充
海原さより　愛称・サヨリさん
声 - 田中繭子
ナレーション
声 - 田中繭子
おばあさん、客
声 - 華木ミヤ

## スタッフ
- 監督・絵コンテ - やすみ哲夫
- 原画 - 大武正枝
- オーサリング - 迫田隆幸、水橋洋介、プラデ
- 音楽 - 兵頭朋子
- 音響制作 - オーディオ・プランニング・ユー
- 録音監督 - 浦上慶子
- 録音スタジオ - APU目黒スタジオ
- ミキサー - 田口信孝
- 音響効果 - フィズサウンドクリエイション、風間結花
- 協力 - 西武鉄道株式会社　スマイル＆スマイル部
- 製作 - シンエイ動画

## メディア媒体
- YouTube、GYAO!にて配信
- テレ朝チャンネル（テレビ朝日系のスカパー!・スカパー!e2・光放送・IP放送・ケーブルテレビ向けチャンネル）で放送